# Max Winkler (Politiker, 1875)
Max Winkler (* 7. September 1875 in Karrasch im Landkreis Rosenberg in Westpreußen; † 12. Oktober 1961 in Düsseldorf) war ein deutscher Politiker, Reichstreuhänder und Wirtschaftsberater der abzutretenden Ostprovinzen sowie für die Grenzlandpresse und Reichsbeauftragter für die deutsche Filmwirtschaft.

## Schule, Beruf und öffentliche Ämter
Als Sohn des Lehrers Julius Winkler besuchte er die Volksschule und danach eine Fachschule. Im Jahre 1891 trat er in den mittleren Dienst der Reichspost ein. In Graudenz durchlief er die vorgesehene Laufbahn und wurde zum Postassistenten ernannt. Als Stadtverordneter ohne parteiliche Bindung, wie er später angab, gehörte er seit 1907 dem Stadtrat an. Im Jahre 1913 wurde er zum Telegrafensekretär befördert. Ein Jahr danach erfolgte die Ernennung zum besoldeten Stadtrat.
Vom Beginn des Ersten Weltkriegs bis zum Jahre 1918 war er in Graudenz für die Aufgaben des Finanzwesens und der Ernährungswirtschaft zuständig. Im November 1918 wurde er zum Bürgermeister der Stadt gewählt (bei Krekeler 2. Bürgermeister; bei Rosenkötter und Hale stellvertretender Bürgermeister; Fritz Schmidt bezeichnete ihn nur als Bürgermeister ehrenhalber). Als Mitglied der Deutschen Demokratischen Partei (DDP) kam er im Januar 1919 in die Preußische Landesversammlung.
Dort nahm er an Beratungen zum Versailler Friedensvertrag und für eine neue Verfassung teil. Im Frühjahr 1919 bildeten Abgeordnete der preußischen Landesversammlung und der Weimarer Nationalversammlung, die aus den deutschen Provinzen Oberschlesien, Westpreußen und Posen kamen, einen Parlamentarischen Ostausschuss, um die Aktionen der verschiedenen deutschen Gruppen zu koordinieren, eine einheitliche Willensbildung zu erreichen und die polnischen Aufständischen zurückzudrängen. Vor allem sollte letztlich nach einem Klärungsprozess in den deutschen Parteien verhindert werden, dass deutsche Beamte und Offiziere 1919 einen sogenannten Oststaat bildeten, der selbständig und mit dem Deutschen Reich verbündet sein sollte.
Für Posen und Westpreußen wurde der Aktionsausschuss Nord gebildet, für Oberschlesien der Aktionsausschuss Süd. Den Vorsitz im Nordausschuss übernahm Paul Fleischer, sein Stellvertreter war Winkler. Der Regierungsrat im preußischen Innenministerium Erich Krahmer-Möllenberg stellte die Verbindung des Ostausschusses zur preußischen Regierung her. In der Mitte des Jahres 1919 leitete Hugo von Lerchenfeld-Köfering (1871–1944), Leiter der Ostabteilung im Auswärtigen Amt, Beratungen im preußischen Kultusministerium über die Unterstützung deutscher Schulen, der deutschen Zeitungen und der Kirchengemeinden in den deutschen Ostprovinzen.
Winkler verfasste dazu die Denkschrift über den künftigen Schutz der Deutschen in den abzutretenden Ostgebieten vom 8. September 1919 und die Denkschrift Die deutsche Presse im Abtretungsgebiet Westpreußen – Polen. Um die das Deutschtum in den abzutretenden Ostprovinzen zu stützen, wurde am 28. September 1920 die Deutsche Stiftung durch Winkler, Erich Krahmer-Möllenberg und vier weiteren Politikern gegründet, wobei Krahmer-Möllenberg die Geschäftsführung übernahm.

## Persönlichkeit
Margret Boveri nennt in ihren Erinnerungen Winkler zuerst als das, was er im Dritten Reich genannt wurde: die Graue Eminenz des Zeitungswesens (bei Lerg Graue Eminenz der Presse). Bei Lerg wurde er unter dem Eindruck seiner Maßnahmen zur Gleichschaltung der Presse im NS-Regime als der Totengräber der deutschen Presse mit der goldenen Schippe bezeichnet. Boveri sah in ihm eine Persönlichkeit, deren Charakter von mehreren prägenden Eigenschaften bestimmt wurde. Er hatte ein bescheidenes Auftreten, im Gespräch eine herzliche Verbindlichkeit und konnte andere Menschen mit seinen Vorhaben einnehmen. Andererseits pflegte er im Umgang stets die korrekte Anrede der Titel der jeweiligen Person, um ein bestimmtes Maß an Achtung und Ehre entgegenzubringen. Entsprechend bestand er immer darauf, mit Herr Bürgermeister angeredet zu werden.
Wenn auch nach außen sein Auftreten als Bescheidenheit ausgelegt wurde, so war er sich doch immer der Macht seiner Position und Aufgaben bewusst. Boveri gibt eine Äußerung Winklers über den Gauleiter Josef Bürckel wieder, wo er diesen als kleinen Mann charakterisierte, der nicht wusste, dass ihm im Saargebiet dreizehn Zeitungen gehörten. Sein zurückhaltendes Auftreten war verbunden mit der Neigung zur Empfindlichkeit und Verwundbarkeit, was er auch öffentlich manchmal zeigte. Als der Ministerpräsident Otto Braun während einer Verhandlung in einer Presseangelegenheit von verlorenem Vertrauen sprach, stand Winkler wortlos auf und verließ den Raum. Danach kam es schnell zu einer sachlichen Einvernahme, die Winkler akzeptierte. Diese Verhaltensweise zeigte Winkler auch später gegenüber Joseph Goebbels und Max Amann. Da aber Amann von groben Charakterzügen geprägt war, kam es im Umgang mit Winkler zu einer wachsenden Entfremdung der beiden. Gegenüber dem Reichspressechef der NSDAP, Otto Dietrich, soll Winkler nach Boveri eine tiefe Abneigung gehegt haben.
Sein politisches Denken war nicht auf eine Richtung beschränkt, was auch dadurch zum Ausdruck kam, dass er bis zur NS-Machtergreifung im Jahre 1933 nicht weniger als neunzehn Reichsregierungen gedient hatte. Durch das Schicksal der deutschen Ostprovinzen wurde er in seiner Haltung zum Deutschtum bestärkt. Für seine Verdienste für die Finanzierung von Stipendien an der Technischen Hochschule Danzig wurde ihm 1929 der Titel Dr. h. c. verliehen. Als der Journalist Hans Sikorski im Jahre 1942 im Konzentrationslager (KZ) inhaftiert war, setzte er sich entschieden bei Goebbels für diesen ein. Boveri gab an, dass Sikorski schon am nächsten Tag aus dem KZ entlassen wurde.
Für seine Tätigkeiten brachte Winkler besondere Eigenschaften mit, wobei sein ausgezeichnetes Gedächtnis für Zahlen, Ereignisse und Zusammenhänge herausragte. Weiterhin zeigte er große Fähigkeiten, eine geschickte Verhandlungsführung mit Taktiken zu verbinden. Dazu kam sein unermüdlicher Fleiß, seine strikte Diskretion und – wie Wermuth es nannte – sein finanzpolitisches Genie, der sich aber letztlich der Kontrolle des Rechnungshofs in Potsdam entziehen konnte. Der Journalist Paul Scheffer charakterisierte ihn als einen emotionslosen Rechner, der der Regierungsmaschine wie die Sphinx im Faust gedient habe.
Boveri berichtete auch, dass Winkler Gegnern des NS-Regimes beistand. In der Haupttreuhandstelle Ost (HTO) beschäftigte er Michael von Matuschka, Peter York von Wartenburg und den ehemaligen Finanzminister Hermann Höpker-Aschoff. Wenige Tage vor dem Ende des NS-Regimes gab er am 17. April 1945 in Berlin noch eine Aussage zugunsten von Hans Lukaschek vor dem Volksgerichtshof ab, den Winkler seit dessen Amtszeit in Oberschlesien aus den zwanziger Jahren gut kannte.

## Politische Unterstützung: die ZAG
Zur Koordinierung der politischen Gruppen hatte sich am 22. September 1919 die Zentralarbeitsgemeinschaft der deutschen Parteien (ZAG) gebildet, die von Winkler geleitet wurde, ihren Sitz in Bromberg hatte und in der hauptsächlich die Gewerkschaften, die DDP und die SPD mitwirkten. Infolge Überschneidungen bei den Zielsetzungen mit dem Deutschtumsbund zur Wahrung der Minderheitenrechte musste sich jedoch die ZAG im April 1921 auflösen. Am 20. und 21. Oktober wurden an einer Konferenz in Berlin unter der Leitung von Lerchenfeld-Köfering die politischen Zielsetzungen für die abzutretenden deutschen Ostprovinzen beraten, insbesondere deren Unterstützung durch die deutsche Presse. Die Pläne Winklers und von Krahmer-Möllenberg wurden im November 1919 von der Reichsregierung und der Regierung von Preußen gebilligt. Von 1920 bis 1933 amtierte Winkler als Reichstreuhänder und Wirtschaftsberater für die abgetretenen Provinzen.

## Treuhandgesellschaften
Die wichtigste Aufgabe zur Erhaltung des Deutschtums in den abgetrennten Gebieten bestand in der Finanzierung deutscher Unternehmen und Einrichtungen. Dazu diente die dem Reichsfinanzministerium zugeordnete Gesellschaft Vereinigte Finanzkontore mbH, die inoffizielle Gelder der Reichsregierung zu diesen Zwecken zur Verfügung stellte. Nur durch indirekte Quellen lässt sich zeigen, dass Winkler mit dieser Gesellschaft maßgeblich Finanzierungen abwickelte. Nach diesem Muster gründete Winkler eine Reihe von Treuhandgesellschaften, die im Hintergrund wirkten und auch zum Teil als Auffanggesellschaften dienten, um Betriebe weiter zu führen. Diese Gesellschaften überwiesen Gelder zur Finanzierung an Banken, die wiederum mit Treuhändern zusammenarbeiteten, die von Winkler eingesetzt wurden.
Damit erreichte Winkler zwei Ziele gleichzeitig. Einerseits konnte er die Finanzierungen, die aus Kassen der Reichsregierung kamen, vollständig vor Nachforschungen im Ausland abschirmen. Im Laufe der Jahre konnte natürlich nicht im Verlagswesen der Zeitungen verborgen bleiben, dass Winkler der Akteur der Finanzierungen war. Aber die eigentlichen Transaktionen der Überweisung blieben verborgen. Das andere Ziel war eine weitgehende Kontrolle durch Winkler über die Finanzlage von zu unterstützenden Betrieben und Einrichtungen, aber auch eine bestimmte Einflussnahme z. B. auf den Inhalt der Redaktionsarbeit und die personelle Führung der Redaktionen.

### Konkordia
Im Januar 1920 wurde die Konkordia Literarische Gesellschaft als Gesellschaft mit beschränkter Haftung (GmbH) in Berlin mit einem Kapital von 10 Millionen Reichsmark (RM) gebildet, die je zu fünfzig Prozent vom Reichsfinanzministerium und preußischen Finanzministerium gestellt wurden. Die Rechtsform dieser Gesellschaft stellte sicher, dass über die Finanzierungsgeschäfte keine öffentliche Rechenschaft abgegeben werden musste. Die eigentliche finanzielle Tätigkeit lag beim Aufsichtsrat, der sich aus gedienten Beamten zusammensetzte, um die staatlichen Gesellschafter zu vertreten. Vorsitzender des Aufsichtsrates war der Geheime Oberfinanzrat Ernst Springer, während die Geschäftsführung in den Händen von Winkler lag (nach Fricke führte Hjalmar Schacht die Konkordia zuerst für eine kurze Zeit), der inzwischen nach Berlin übersiedelte.
Offiziell sollte die Gesellschaft die Materialversorgung für deutsche Zeitungen und Zeitschriften sowie die Beteiligung an Unternehmen ermöglichen, die auf dem gleichen oder ähnlichen Sektor sich betätigten.

### Zeitungsbedarf
Die Zeitungsbedarf GmbH wurde am 17. März 1923 als Tochtergesellschaft der Konkordia mit Sitz in Berlin gegründet. Winkler wollte damit die inzwischen weithin tätige Konkordia entlasten, aber auch einfach eine neue Tarnfirma auf anderen Gebieten einsetzen. Der Schwerpunkt dieser Gesellschaft lag in den besetzten Westgebieten des Reiches, wo durch Zollbeschränkungen die deutschen Zeitungen bei der Papierversorgung in große Schwierigkeiten geraten waren. Winkler konnte durch die Zeitungsbedarf subventioniertes Druckpapier an die Zeitungen liefern. Andere Wege der Unterstützung waren Unterstützungsfinanzierungen und Beteiligungen am Gesellschaftsvermögen, wie es Winkler mit der Konkordia praktiziert hatte. Winkler nutzte auch die Zeitungsbedarf dazu, Zwischenfinanzierungen für die Deutsche Stiftung zu leisten, die dann der Zeitungsbedarf die entsprechenden Gelder überwies.

### Hollandsche Buitenland Bank N.V.
Im Juni 1925 wurde die Hollandsche Buitenland Bank (HBB) gegründet, die in Den Haag ihren Sitz hatte. Sie setzte Erich Krahmer-Möllenberg als Treuhänder ein, um deutsche Minderheiten mit Reichsdeutschen Finanzmitteln zu versorgen. Die Finanzierung der deutschen Betriebe in Polen, dem Baltikum und Jugoslawien erfolgte durch Vergabe von Krediten. Die Ausweitung des Einsatzes der Finanzierungen betraf aber nicht nur den Erhalt deutscher Betriebe, sondern auch deren Ausbau. Hintergrund dieser Bestrebungen waren die Wirkungen der Locarno-Verträge durch Gustav Stresemann, worin eine Revision bestimmter Teile der deutschen Ostgrenzen, wie sie im Kronprinzenbrief vom 7. September 1925 umrissen wurden.

### Cura
Die Abteilung für Revisionsaufgaben der Konkordia wurde am 20. April 1926 aus der Konkordia herausgelöst und als Cura Revisionsgesellschaft mbH verselbständigt. Diese neue Gesellschaft hatte vor allem die Aufgabe, Gutachten zur finanziellen Lage der zu unterstützenden und unterstützten Betriebe zu erstellen. Weiterhin sollten Untersuchungen durch die Cura erfolgen, wenn sich Betriebe in Schwierigkeiten befanden und ein Konzept der Sanierung erforderlich war. Im Januar 1932 wurde die Gesellschaft in Cura Revisions- und Treuhand Gesellschaft mbH umbenannt. Anfang 1934 gab Winkler in der Cura seine Positionen in der Gesellschaft auf.

### Ossa
Im April 1926 gründeten Winkler und Krahmer-Möllenberg die Ossa Vermittlungs- und Handelsgesellschaft mbH als eine Dachgesellschaft zur Bereitstellung von Krediten der Reichsregierung für deutsche Betriebe und Einrichtungen in den verschiedensten Gebieten Osteuropas. Kernpunkt der Kreditvergabe war die Stärkung des deutschen Genossenschaftswesens. Winkler übernahm die Geschäftsführung für den Finanzbereich, während Krahmer-Möllenberg sich mit den verwaltungsmäßigen Tätigkeiten beschäftigte. Es bestand eine enge personelle Verflechtung mit der Konkordia bezüglich der Aufsicht der Gesellschaft. Den Namen Ossa wählte Winkler in Anlehnung an den Fluss Ossa in seiner Heimat. Im Jahre 1937 erfolgte nach Gentzen die Umbenennung der Gesellschaft in Excelsior AG, um dann 1939 den Namen Vereinigte Finanzkontore anzunehmen, wobei man sich offensichtlich auf die Einrichtung gleichen Namens nach dem Ersten Weltkrieg bezog.

### Cautio
Winkler gründete in Berlin am 14. Januar 1929 eine weitere Gesellschaft, die Cautio Treuhand GmbH, die hauptsächlich als Treuhandgesellschaft tätig wurde. Die Gesellschaft sollte als Dachgesellschaft für Betriebe gelten, in denen das Deutsche Reich (DR) Inhaber des Gesellschaftsvermögens war. Diese Betriebe waren ausschließlich im DR oder in Österreich ansässig. Als Geschäftsführer wurde Winkler bei der Cautio erst im Dezember 1933 tätig.

### Rheinische Verlagsanstalt
Im März 1924 hatte Winkler den Kauf der Rheinischen Verlagsanstalt GmbH vollzogen. Winkler nahm diese Gesellschaft in Besitz mit Mitteln der Reichsregierung, um reine finanzielle Geschäfte über Kredite und Subventionen für notleidende Zeitungsbetriebe im Rheinland abzuwickeln.

### Verschiedene Gesellschaften
Der ganze Umfang der finanzpolitischen Aktionen von Winkler ist der Forschung bis heute immer noch nicht bekannt. Deshalb konnten auch noch nicht alle Gesellschaften ermittelt werden, mit denen Winkler seine Finanzgeschäfte abgewickelt hatte. So gibt es einige Tochtergesellschaften, die auch außerhalb des Deutschen Reiches für Winkler arbeiteten. Die Chiron GmbH finanzierte Geschäfte für Wolgadeutsche im Gebiet der Wolgadeutschen Republik. Die Nostra war eine Gesellschaft zur Finanzierung von Schulbauten in Oberschlesien im Auftrag für die Deutsche Stiftung. Die Eden Hausverwaltungs GmBH als Tochter der Ossa hatte in Oberschlesien eine Tochtergesellschaft Domy. In Polen wirkten auch die Gesellschaften Credit und Revision für Winkler, die auf dem Gebiet der Grundstücksaufkäufe tätig waren.
Finanzüberweisungen für die Kreditanstalt der Deutschen in der Tschechoslowakei wickelte Winkler über die Terminus Vermögensverwaltung AG mit Sitz in Zürich ab. Finanzierungen für die Ossa führte Winkler als Direktor der Deutschen Vermögensverwaltungs-Gesellschaft aus.

## Unterstützungsaktionen für deutsche Zeitungen
Die eigentliche Aufgabe der Konkordia bestand aber in den Zielsetzungen, die Winkler in seiner Denkschrift über die deutsche Presse in Westpreußen verfasst hatte. Danach sollte diese Gesellschaft die Erhaltung und Sicherung des Deutschtums unterstützen, die durch eine starke Presse abgesichert werden sollte. Die Presseunternehmen sollten zu diesem Zweck Zusammenschlüsse und Verbindungen der Unternehmen eingehen, die durch die Konkordia finanziell abgesichert werden konnten. Winkler trat bei seinen Finanzierungen meistens nur im Hintergrund auf. Für die direkten Finanzierungsaktionen setzte er Treuhänder ein, die mit den örtlichen Gegebenheiten der Zeitungen vertraut waren. Winkler steuerte die Aktionen von seiner Berliner Privatwohnung in der Brückenallee 3, wo auch sein Arbeitsstab von wenigen Leuten tätig war.

### Subventionen in West-, Ostpreußen, Pommern und Posen
Im Landkreis Neustadt in Westpreußen unterstützte Winkler in Putzig die Putzinger Zeitung und in Konitz das Konitzer Tagblatt, die zwar nur eine geringe Auflage hatten, aber für die deutsche Minderheit zum sozialen Zusammenhalt wichtig waren. In Dirschau wählte er für das Pommoreller Tageblatt wie für die Allgemeinen Nachrichten für Pommern, die in Briesen herausgegeben wurde, eine Kapitalbeteiligung der Konkordia, um die Zeitungen zu stützen. Etwa sechzig Prozent des Eigenkapitals übernahmen Treuhänder von Winkler bei der Zeitung Deutsche Rundschau, die in Bromberg herausgegeben wurde und eine überregionale Bedeutung für die dort ansässigen Deutschen besaß.
In Braunsberg erschien die Ermländische Zeitung, die Winkler mit 60.000 RM unterstützte, wobei er den Verlag Nova Zeitungsverlag GmbH und deren Gesellschaftsanteile der Konkordia übereignete. In Posen löste Winkler bei dem Posener Tageblatt eine Hypothek ab, womit die Konkordia eine Beteiligung erwarb. In Lissa erhielt das Lissaer Tageblatt ein Darlehn und in Rawitsch erwarb die Konkordia an der Rawitscher Zeitung mehr als neunzig Prozent des Kapitals und vergab noch ein Darlehn an den Herausgeber.
Besonders umkämpft war der Zeitungsmarkt in Lodz, so dass schon vor Gründung der Konkordia deutsche Gelder gezahlt wurden. Hier wurde die von deutschen Unternehmern im November 1918 gegründete Lodzer Freie Presse unterstützt. Nachdem aus den Reihen sozialdemokratischer Kreise am 23. Oktober 1923 die Lodzer Volkszeitung gegründet wurde, geriet sie um die Jahreswende 1925/1926 in Schwierigkeiten. Aus mehreren Quellen der Reichsregierung wie auch der Konkordia flossen daraufhin bis zum Jahre 1933 Gelder zur Aufrechterhaltung der Zeitung.

### Subventionen in Oberschlesien, Memelgebiet, Estland, Litauen, Lettland
Schon im Mai 1920 hatte Winkler eine Konzeption den zuständigen Ministerien unterbreitet, wie die kleinen Zeitungen in Oberschlesien unterstützt werden sollten. Zu einer näheren Konsultation kam es deshalb mit dem Deutschen Ausschuß in Kattowitz. Bei den abschließenden Beratungen mit den Reichsinstanzen am 7. Oktober 1921 ging es nicht nur um reine Finanzierungen, sondern es sollten auch Unternehmen gegründet werden, die für den Druck der Zeitungen benötigt wurden, um unabhängig von anderen Betrieben zu werden.
Am 15. Oktober 1921 wurde auf Anordnung von Reichskanzler Joseph Wirth der Konkordia drei Millionen Reichsmark überwiesen. In Rybnik erhielt das Rybniker Stadtblatt, in Loslau die Loslauer Zeitung und in Sohrau das Sohrauer Tagblatt finanzielle Mittel zur Weiterführung des Vertriebes. Für Pless mit dem Plesser Anzeiger und dem zugehörigen Kreis, wie für die Stadt Nikolai wurde ein neuer Betrieb gegründet. Weitere Gelder flossen an Zeitungen in Lublinitz, Myslowitz und Tarnowitz.
Die Zeitungen in Kattowitz und Königshütte hatten große Schwierigkeiten, ihren Betrieb aufrechtzuerhalten. Hier sah Winkler seine Aufgabe, diese Zeitungen, die Kattowitzer Zeitung und den Oberschlesischen Kurier zu sanieren. Deshalb wurden auch hier neue Druckbetriebe geschaffen, um eine solide Betriebsführung zu gewähren. Dabei achtete Winkler strikt darauf, dass über die eingesetzten Treuhänder die eigentlichen Geldquellen geheim blieben. Winkler erreichte auch, dass die Zeitung Volkswille, die von Sozialdemokraten herausgegeben wurde, trotz erheblicher Verluste weitergeführt werden konnte. Allerdings wuchsen die notwendigen Finanzmittel zur Unterstützung dieser Zeitung so stark an, dass ab April 1928 die Presseabteilung der Reichsregierung monatliche Zahlungen direkt leistete, die bis zur Einstellung am 1. Juli 1933 geleistet wurden. In Gleiwitz wollte der Herausgeber Friedrich Feldhuss die Zeitung Volksstimme, die der Deutschen Zentrumspartei nahestand, verkaufen. Hier vermittelte Winkler den Verkauf an den Gewerkschaftssekretär der christlichen Bauarbeiter in Gleiwitz, Franz Ehrhardt, für 2,5 Millionen Reichsmark.
Nachdem das Memelland im Jahre 1921 an Litauen gefallen war, wurden die deutschen Zeitungen durch erhebliche Verluste belastet. Die bedeutendste Zeitung, Memeler Dampfboot, übernahm Winkler zu 55 Prozent des Aktienkapitals am 26. September 1922 in Höhe von 5,5 Millionen Reichsmark. Der ganze Betrag wurde in drei Raten auf verschiedenen Konten überwiesen. Der Rest des Kapitals der Zeitung wurde von Winkler im Juli 1928 übernommen. Weiterhin unterstützte er eine Erweiterung des Betriebes durch ein Darlehn im Frühjahr 1924. Winkler engagierte sich bei dieser Übernahme direkt, indem er den Vorsitz des Aufsichtsrats innehatte. Ein weiteres Zeitungsprojekt wurde von dem Deutsch-Litauischen Heimatbund gefördert, welches vor allem die Deutschen in den ländlichen Gebieten ansprechen sollte.
Die Frage der Herstellung des Betriebes dieser neuen Zeitung verhinderte jedoch anfangs die Herausgabe. Die erste Ausgabe der Memelländischen Rundschau erschien am 19. Oktober 1922 in Heydekrug. Nach eingehenden Beratungen wurde schließlich durch die Konkordia am 13. Dezember 1922 eine Finanzierungshilfe von 10 Millionen Reichsmark zugesagt. Die Zeitung stellte im Jahre 1935 ihren Betrieb ein, da sie sich zu sehr mit dem Memeler Dampfboot als Konkurrenz gegenüberstand. Als die Zeitung im Jahre 1928 eine politische Haltung gegen die deutsche Landbevölkerung einnahm und die sich zunehmend an die von Litauern herausgegebene deutschsprachige Zeitung Memeler Allgemeine Zeitung wandten, schaltete sich Winkler ein und schrieb im November 1928 an das Auswärtige Amt, das daraufhin eine Änderung der Haltung der Redaktion bewirkte.
In Estland unterstützte die Konkordia durch monatliche Zahlungen die Revalsche Zeitung und die Dorpater Nachrichten. Zur Tarnung erfolgten die Zahlungen über die deutsche Botschaft durch Zahlungsverrechnungen. Diese Unterstützung wurde im Jahre 1933 beendet. Zweck der Unterstützung war hier die Propagierung der Politik des Deutschen Reiches und Erhaltung des Deutschtums. Die von der Konkordia unterstützte Litauische Rundschau, die erstmals am 17. Juli 1922 in Kaunas erschien und am 23. Juli 1922 das Erscheinen einstellte und 1924 erneut den Vertrieb wieder aufnahm, stellte im Jahre 1929 ihren Betrieb endgültig ein. Die Redaktion der Zeitung hatte durch ihre Haltung gegen die Regierung von Litauen die deutsch-litauischen Beziehungen erheblich belastet, so dass die Unterstützung eingestellt wurde. Außerdem vertrat das Auswärtige Amt die Ansicht, dass sich die deutsche Minderheit in Litauen auf andere deutsche Zeitungen stützen konnte.
Die Presseabteilung der Reichsregierung hatte schon in einem Schreiben vom 19. Januar 1922 an das Reichswirtschaftsministerium festgestellt, dass die Rigasche Rundschau die bedeutendste deutsche Zeitung auf dem Gebiet des früheren Russlands war und auch auf die anderen baltischen Staaten einen Einfluss ausübte. Chefredakteur war Paul Schiemann, zu dem Winkler ein enges Vertrauensverhältnis und einen regen Erfahrungsaustausch entwickelte. Die Konkordia beteiligte sich im Jahre 1922 zu vierzig Prozent an dem Betrieb der Zeitung. Infolge weiterer Verhandlungen übernahm die Konkordia das Unternehmen im Jahre 1924 zu einhundert Prozent, wobei Winkler wieder Treuhänder aus Riga einsetzte. Die Reichsregierung maß dieser Zeitung soviel Bedeutung bei, dass die Konkordia im Jahre 1922 der Zeitung jeden Monat drei Bahnwaggons Zeitungspapier zustellen konnte. Die Zeitung wurde nach der Umsiedlung der Deutschbalten ins Deutsche Reich am 14. Dezember 1939 eingestellt.

### Subventionen in Danzig und Schleswig
Auf dem Gebiet der Freien Stadt Danzig bestand im Jahre 1924 ein harter Konkurrenzkampf unter den dort erscheinenden 69 Zeitungen und Zeitschriften (Stand vom 10. Oktober 1924). Die Vertreter der Danziger Landeszeitung aus dem Umfeld der Zentrumspartei der Freien Stadt Danzig erhielten deshalb ab 1925 über die Konkordia eine finanzielle Unterstützung durch ein Darlehen, da der Vertrieb nicht mehr wirtschaftlich haltbar war. Als die Zeitung ihre Druckerei und die Verwaltung erweitern wollte, übernahm die Konkordia die Mehrheit an dem Unternehmen. Als sich die politische Lage in Danzig zuspitzte, stellte die Zeitung am 1. Oktober 1934 ihr Erscheinen ein.
Die komplizierte Lage in Danzig zeigte aber auch, dass Winkler nicht jede Subvention einer deutschen Zeitung, die in finanzielle Schwierigkeiten geraten war, befürwortete. So lehnte er es nach eingehenden Beratungen ab, die Danziger Zeitung zu fördern, die daraufhin am 31. Januar 1930 eingestellt wurde. Maßgeblich zu dieser Entscheidung trug dazu bei, dass die von den Nationalsozialisten herausgegebene Zeitung, Der Danziger Vorposten, sich als eine zu große Konkurrenz entwickelte. Winkler erreichte es allerdings, dass die im gleichen Unternehmen herausgegebene Zeitung Danziger Neueste Nachrichten durch eine Beteiligung durch die Konkordia vor der Aufgabe gerettet werden konnte.
Die bisherigen Aufgabenstellungen in den abzutretenden Ostprovinzen hatte Winkler nach Auffassung der Reichsregierung sehr zufriedenstellend gelöst. Da der Vertrag von Versailles aber auch Gebietsabtretungen in westlichen Bereichen Reiches forderte, sollte auch das Gebiet des nördlichen Teils von Schleswig ebenso betreut werden. Auch diese Aufgabe übernahm Winkler. Weiterhin wurde ab Oktober 1921 von den zuständigen Stellen der Reichsregierung vereinbart, die Organisation von Presseorganen durch eine zentrale Instanz über die Konkordia abzuwickeln. Im April 1923 wurde für Unterstützungsaktionen im Bereich von Schleswig eine Summe von 35 Millionen Reichsmark zur Verfügung gestellt.
Aus besonderen Gründen wurde die Neue Tondersche Zeitung aus Tondern mit einer direkten Zahlung eines Darlehns am 9. Juli 1921 in Höhe von 700 000 Reichsmark unterstützt. Später erfolgte die Übereignung des ganzen Betriebes, der neu ausgestattet wurde, an einen Treuhänder. Weitere Unterstützungsaktionen betrafen das Apenrader Tageblatt in Apenrade und die Sonderburger Zeitung in Sonderburg. Aber auch hier wurde jede Zahlung auf ihren Zweck hin überprüft, so dass die Anforderungen einer Unterstützung bei der Haderslebener Zeitung aus Hadersleben nicht erfüllt wurden. Bis Mitte der dreißiger Jahre zeigte sich jedoch, dass die unterstützten Zeitungen sich finanziell nicht halten konnten. Eine betriebliche und redaktionelle Zusammenfassung zur Nordschleswigschen Zeitung löste auch diese Probleme nicht. Auch die im südlichen Teil von Schleswig beheimatete Zeitung Flensburger Nachrichten wurde unterstützt, doch schließlich veranlasste Winkler 1937 eine Übereignung der Zeitung an das Tochterunternehmen Nordmarkverlag GmbH der Zeitungsbedarf GmbH. Schließlich liefen noch Unterstützungsmaßnahmen für kleiner Publikationen wie für die Nordfriesische Rundschau aus Niebüll und die Flensburger Volkszeitung.

### Saargebiet
Französische Truppen begannen am 22. November 1918 mit der Besetzung des Saargebiets. Obwohl das Saargebiet vom 30. Januar 1920 an dem Völkerbund unterstellt wurde, wuchs der französische Einfluss ständig und beeinträchtigte auch die wirtschaftliche Lage der Zeitungen. Unter dem Vorwurf, in die politischen Zielsetzungen der Saarregierung eingegriffen zu haben, wurden deutsche Zeitungen verboten, Personen ausgewiesen und der Zeitungsdruck durch Papiermangel behindert. Nachdem die Reichsregierung um Hilfe gebeten wurde, wurde die Konkordia durch einen Westbeirat erweitert, der die Hilfe dort koordinieren sollte.
Winkler wandte sich zuerst der größten Zeitung im Saargebiet, der Saarbrücker Zeitung, zu. Durch eine Gründung der Buchgewerbehaus AG, die auch von saarländischen Industriellen unterstützt wurde, konnten die Vermögensanteile der Zeitung übertragen werden, wobei die Konkordia wiederum Anteile der AG übernahm. Damit waren die französischen Pläne gescheitert, die Zeitung in französisches Eigentum zu übernehmen. Weiterhin wurde die Zeitung im Jahre 1925 durch ein Darlehen in Höhe von 90 000 Reichsmark gestützt. Die Saarbrücker Landeszeitung, die der Deutschen Zentrumspartei nahestand, geriet ebenfalls in finanzielle Schwierigkeiten. Hier wählte Winkler ein zweistufiges Verfahren, um die Zeitung zu sanieren.
In Verhandlungen mit der Reichsregierung erreichte er, dass das Unternehmen einem Verpflichtungsvertrag zustimmen musste, wodurch Winkler einen hinreichenden Einfluss auf den Betrieb der Zeitung nehmen konnte. Als erste finanzielle Maßnahme wurde durch Winkler eine Erhöhung des Gesellschaftskapitals vorgenommen. Die Sanierung der Zeitung erfolgte durch einen Neubau des Betriebes, den die Konkordia durch eine Subventionierung einer Hypothek bei der Raiffeisen AG im Saargebiet finanzierte. Damit war sichergestellt, dass diese Transaktion nicht als reichseigene Finanzierung bekannt wurde.
In Saarlouis erschien die Saarzeitung, die auch der Zentrumspartei nahestand und sich der französischen Politik heftig widersetzte. Auch hier wählte Winkler die Erhöhung des Gesellschaftskapitals, um die Zeitung zu stützen. Die Transaktion der Geldmittel fand über den Ankauf der neu ausgegebenen Anteile statt, die auf Treuhänder übergingen. In den Jahren 1925 bis 1932 kam es zu weiteren Subventionen, weil die finanziellen Verluste bei der Zeitung stiegen. Die Sozialdemokraten gaben in Saarbrücken die Volksstimme heraus. Eine Unterstützung durch Übereignung der Mehrheit der Gesellschaftsanteile wurde abgelehnt. Nach Beratungen der Reichsregierung im Mai 1922 konnte Winkler der Zeitung ein zinsloses Darlehen in Höhe von 500 000 Reichsmark anbieten. Ein weiteres Darlehen im Jahre 1926 wurde über eine Hypothek und die Maschinenbestände der Gesellschaft abgesichert.
Die Bayerische Volkspartei, die die Zeitung Saarpfalz mit Sitz in Homburg herausgab, erhielt bis 1925 mehrere Subventionen, davon im Jahre 1925 ein Darlehn auf den Bestand der Maschinen. Als die Zeitung um weitere finanzielle Unterstützung nachsuchte, verweigerte Winkler weitere Überweisungen. Prüfungen der Cura hatten ergeben, dass bei der Gesellschaft Gelder durch unseriöse Investitionen verloren gegangen waren, die durch bestimmte Personen des Verlages zu verantworten waren. Weiterhin gab Winkler Darlehn an kleinere Zeitungen wie die Homburger Zeitung, die Neunkirchner Volkszeitung, die Neunkirchner Zeitung, die Saar- und Blieszeitung, den Völklinger Volksfreund, die Dudweiler Zeitung, die Völklinger Nachrichten, die Merziger Zeitung und das Saarbrücker Abendblatt. Dabei bestand Winkler auf eine Vereinbarung, die im Jahre 1925 und 1926 von den Herausgebern unterzeichnet werden musste. Diese Bestand in einer Preisabsprache, damit sich die Zeitungen nicht gegenseitig unterbieten sollten, um eine finanzielle Sanierung zu ermöglichen.

### Ruhrgebiet und Rheinland
Mit dem Beginn der Ruhrbesetzung im Jahre 1921 und der Rheinlandbesetzung von 1918 bis 1930 verschlechterte sich die wirtschaftliche Lage der dort ansässigen Presse erheblich, wobei in den zwanziger Jahren die Folgen der Inflation hinzukamen. Auch hier erließ die Rheinlandkommission zeitliche oder vollständige Verbote von Zeitungen und Ausweisungen bzw. Verhaftungen von Personen im Zeitungsgewerbe. Infolge blockierter Versorgungswege der Zeitungen und Mangels an Druckpapier musste der Druckereibetrieb unterbrochen werden. Winkler organisierte deshalb in großem Umfang Hilfszahlungen, die in den besetzten Gebieten insgesamt 294 Zeitungen betrafen. Dabei wählte Winkler eine neue Form von Transaktionen, da sich die alte Form des Darlehns unter diesen Umständen nicht mehr hinreichend eignete. Winkler wählte die Form des Wechsels als Schuldverpflichtung, um wesentlich flexibler auf die ständig wechselnden finanziellen Bedingungen zu reagieren.
Die Unterstützungsleistungen der Konkordia wurden ab 1923 unter diesen politischen Bedingungen erweitert, da sich die Anträge auf finanzielle Leistungen auch auf die Herausgabe von Ersatzzeitungen, Aufwendungen für Druckaufträge bei anderen Druckereien und Entschädigungen bei Betriebsstilllegungen bezogen. Die diese Abwicklung der Leistungen die organisatorischen Möglichkeiten der Konkordia übertrafen, wurde der Verein Deutscher Zeitungsverleger und der Reichsverband der Deutschen Presse in die Organisation mit einbezogen. Auch die Zeitungsbedarf GmbH konnte einen Anteil in der organisatorischen Abwicklung leisten. Schon bald zeigte sich aber, dass durch die Inflation bedingt, Millionen, Milliarden und Billionen Reichsmark überwiesen werden mussten. In den Jahren 1923 und 1924 wurden sogar Leistungen in Goldmark erbracht. Dann aber musste Winkler die Einstellung der Überweisungen bei der Konkordia bewirken, da die bisherigen Mittel nicht mehr aufgebracht werden konnten. Winkler erreichte aber wenigstens, dass die Beträge der Erwerbslosenfürsorge an die Arbeiter und Angestellten noch gezahlt werden konnten. Wegen der besonderen Lage der Zeitungen in der Pfalz wurden aber Leistungen für diese bedürftigen Zeitungen fortgesetzt.
In der zweiten Hälfte des Jahres 1924 entspannten sich die politische Lage und das finanzielle Umfeld, so dass die Konkordia wieder Unterstützungen aufnehmen konnte. Nach der schrittweisen Aufhebung der Besetzung stellte sich die Frage der Rückzahlung von den gegebenen Darlehn. Die Leistungen aus der Inflationszeit wurden gelöscht, weil man diese Unterstützungen als außenpolitische Aktionen betrachtete. Eine andere Problemstellung betraf bestimmte Zahlungen, die von der Reichsregierung an die Konkordia als Darlehn vergeben wurden. Hier erreichte Winkler eine Umschuldung mit veränderten Zinsraten und Tilgungszeiten. Ein großer Betrag als Darlehn wurde als eine Treuhandeinlage der Reichsregierung bei der Konkordia belassen. Allerdings bestand das Reichsfinanzministerium andererseits darauf, dass das Ministerium und die Presseabteilung der Reichsregierung die Konkordia alle sechs Monate einen Bericht erhielt, in dem die Verwendung der Einlagen nachgewiesen wurden.
Am 9. Mai 1930 stimmte der Reichsfinanzminister Schwerin von Krosigk in Abstimmung mit der Presseabteilung der Reichsregierung einer Verwendung weiterer Finanzmittel zu, die Winkler vorgeschlagen hatte. Maßgeblich für diese Lösung war die weiterhin schlechte wirtschaftlichen Lage vieler Zeitungsbetriebe. Ein Teil der Betriebe konnten sich durch den Verzicht auf die Zurückzahlung der Darlehn erholen, andere Betriebe konnten die entstandenen Verluste nicht überwinden. Somit musste Winkler bis zum Jahre 1932 über die Konkordia weiter Subventionen an diese Zeitungen vergeben.

## Presseunternehmen von Hugo Stinnes sen.
Nach dem Tod von Hugo Stinnes am 10. April 1924 erlitt das in seiner Erbmasse befindliche Unternehmen Norddeutsche Buchdruckerei- und Verlagsanstalt schwere wirtschaftliche Verluste, die durch die laufende Währungsumstellung vertieft wurden. Vom Finanzminister von Preußen, Hermann Höpker-Aschoff, erhielt Winkler den Auftrag, ein Gutachten über die Deutsche Allgemeine Zeitung (DAZ) und die Frankfurter Nachrichten zu erstellen, die zur Erbmasse von Stinnes gehörten. Der Hintergrund dieser Aktion bestand darin, dass die preußische Regierung erwog, den Verlagsbetrieb, die Norddeutsche Buchdruckerei- und Verlagsanstalt, zu erwerben. Damit sollte die Möglichkeiten eröffnet werden, die DAZ als politisches Instrument zu nutzen und den Druck des regierungseigenen Deutschen Reichs- und Preußischen Staatsanzeiger kostengünstiger zu gestalten.
Winkler wurde zu Verhandlungen mit der Vertreterin der Gläubiger des Stinnes-Vermögens, der Darmstädter und Nationalbank, ermächtigt. Nach einer Verhandlungsdauer von wenigen Wochen konnte Winkler nach einer Zahlung von drei Millionen Reichsmark am 21. August 1925 die Übernahme der Aktien der Norddeutschen Buchdruckerei- und Verlagsanstalt an die preußische Regierung erreichen. Als Treuhänder wurde der Beiratsvorsitzende der Konkordia, Hermann Dietrich, von Winkler eingesetzt. Weiterhin übernahm Winkler die Neuorganisation der übernommenen Zeitungen und des Druckereibetriebes, aus der die Preußische Druckerei- und Verlags AG entstand.
Da die DAZ nicht mehr wirtschaftlich nach der Übernahme durch die preußische Regierung betrieben werden konnte, übernahm im April 1926 die Reichsregierung die Mehrheit des Gesellschaftsvermögens am Zeitungs- und Druckbetrieb, wobei Winkler wiederum die Verhandlungen mit Gustav Stresemann führte. Bis Ende 1930 ging das von der Reichsregierung übernommene Presseunternehmen wieder in private Hände über, wofür sich zuerst ein Konsortium gebildet hatte.

## Wolffs Telegraphisches Bureau
Stellen der Reichsregierung unter Heinrich Brüning beauftragten Winkler ab Mitte 1931, Verhandlungen mit dem Eigentümer des Bankhauses S. Bleichröder, Paul von Schwabach, aufzunehmen. Gegenstand der Verhandlungen bestand darin, dass die Reichsregierung einen wesentlichen Einfluss auf das Wolffs Telegraphisches Bureau (WTB) gewinnen wollte. Bis Ende Oktober 1931 gelang es Winkler, 51 Prozent der Gesellschaftsanteile zu 1 440 000 Reichsmark zu erwerben, die von der Cautio treuhänderisch übernommen wurden.
Diese Transaktion verlief streng vertraulich und durfte in der Öffentlichkeit nicht bekannt werden. Zu diesem Zweck wurde ein Vertrag mit dem Bankhaus S. Bleichröder abgeschlossen, so dass dem Schein nach das Bankhaus die Mehrheit der Gesellschaftsanteile treuhänderisch führte. Jede wichtige unternehmerische Entscheidung musste jedoch mit der Cautio einvernehmlich getroffen werden.

## Auslandsaufgaben
Im Jahre 1925 wandten sich Vertreter österreichischer Kreise der Politik und Wirtschaft an die Reichsregierung mit der Bitte um eine Gründung einer bürgerlichen Zeitung in Wien. Im Rahmen der Konkordia wurde Winkler beauftragt, solch eine Gründung finanziell zu unterstützen. Die daraufhin erscheinende Zeitung Wiener Neueste Nachrichten wurde teilweise mit deutschem Geld subventioniert, jedoch flossen ab 1927 die Zuschüsse allein aus der deutschen Quelle. Im Jahre 1938 ging die Zeitung in den Besitz des Franz-Eher-Verlages über.
In Rumänien unterstützte Winkler die „Siebenbürgisch-Deutsche Verlagsanstalt AG“ schon ab dem Jahre 1923 durch Übergabe technischer Mittel. Die Zeitung Siebenbürger Tageblatt wurde im Jahre 1925 mit der Mehrheit des Gesellschaftskapitals übernommen, wobei wiederum die örtliche Verwaltung Treuhänder übernahmen. Im Süden von Ungarn erfolgte die Subventionierung von zwei Zeitungen durch Winkler, wobei auch eine Mehrheitsbeteiligung an der Schwäbischen Verlags AG erfolgte. In der Türkei wurde in Ankara auf Bitten deutscher Kreise von Winkler die Herausgabe der Zeitung Türkische Post unterstützt. Ebenso erhielt in der Schweiz die Zeitung Züricher Post von Winkler finanzielle Hilfe.

## Tätigkeiten bei der Reichsregierung
Im Jahre 1931 kam es im Deutschen Reich zur Bankenkrise. Der damalige Reichsfinanzminister Hermann Dietrich, mit dem Winkler schon vorher eng zusammengearbeitet hatte, rief ihn in dieser Krisenzeit als Berater zu sich. Bei der Wahlkampagne des Reichspräsidenten für Paul von Hindenburg im Jahre 1932 organisierte Winkler auf die Bitte von Reichskanzler Heinrich Brüning eine Spendensammlung bei den Banken und der Industrie, die nach Boveri eine Summe von 8,3 Millionen Reichsmark ergab.

## NS-Machtübernahme
Nach der Machtergreifung der Nationalsozialisten Ende Januar 1933 wurde auch Winkler bedroht. Winkler hatte bisher nicht direkt Kontakte zur Berliner NSDAP gesucht und wurde erst 1937 Mitglied. Allerdings hatte der Leiter der Zeitung Pfälzer Merkur, Gerhard Kuhn, für ihn vor der NS-Machtübernahme Beziehungen zu dem Gauleiter Josef Bürckel geknüpft. Durch seine Unterstützung des Wahlkampfes von Hindenburg und seine Mitgliedschaft in der Deutschen Staatspartei bis zu ihrer Auflösung Mitte 1933 galt Winkler als Gegner bei den Nationalsozialisten. Seine Wohnung in der Brückenallee wurde im Februar 1933 zweimal durchsucht, wobei auch Akten beschlagnahmt wurden. Damit konnte Winkler den Status seiner geheimen Geschäfte verlieren. Deshalb wandte er sich an den Chef der Reichskanzlei, Hans Heinrich Lammers, um sich vor weiteren Nachstellungen zu schützen.
Anfang März 1933 nahmen Lammers, Walther Funk und der Pressesprecher des Auswärtigen Amts (AA), Gottfried Aschmann, an einer Besprechung mit Winkler teil. Winkler berichtete ausführlich über seine bisherigen Tätigkeiten und erklärte sich auch dazu bereit, Aktenauskünfte zu geben. Nach der Reichstagswahl 1933 wurde Funk zum Staatssekretär ernannt. Bei einer Besprechung mit Funk erklärte sich Winkler bereit, auch unter der neuen Regierung mitzuarbeiten, wenn er nicht in seinen Arbeitsmöglichkeiten eingeschränkt werden würde. Funk teilte ihm mit, dass er trotzdem noch von der Gestapo verhört werden würde.
Die maßgeblichen Größen der Organisation des NS-Pressewesens, Max Amann und sein Stabsleiter Rolf Rienhardt, einigten sich mit Winkler über seine neuen Vollmachten.

### Zeitungen der SPD und KPD
Im ersten Halbjahr 1933 wurden die Zeitungen der SPD und KPD entweder verboten oder beschlagnahmt. Rosenkötter gibt an, dass die SPD 135 und die KPD 49 Zeitungen herausgaben. Dazu kamen noch jeweils die Druckereien und Betriebsgebäude. Mit dem Gesetz über die Einziehung kommunistischen Vermögens vom 26. Mai 1933 und dem Gesetz über die Einziehung volks- und staatsfeindlichen Vermögens vom 14. Juli 1933 wurde die Überführung dieses Vermögens dieser Zeitungen und ihrer Liegenschaften auf Winklers Gesellschaften legalisiert. Die einzelnen Vermögenswerte wurden dann auf die örtlichen Verlage der NSDAP übertragen, wobei die Abrechnung der Erlöse über Gesellschaften von Winkler an die Reichskasse erfolgte. Damit konnte die NSDAP ihre überschuldeten Parteizeitungen sanieren und ausbauen.

### Auslandspresse, DNB und Ala GmbH
Im Jahre 1933 nahm Winkler einige Veränderungen über die Konkordia und ihren Tochtergesellschaften bezüglich der Auslandspresse vor, die vorwiegend im Baltikum, Ungarn, Polen und Rumänien erschien. Diese Zeitungen wurden der Auslandspressebüro GmbH, die zum Reichsministerium für Volksaufklärung und Propaganda (RMVP) gehörte, angeschlossen.
Schon 1931 hatte Winkler die Mehrheit am Wolffs Telegraphisches Bureau (WTB) in den Besitz des Deutschen Reiches überführt. Goebbels erteilte Winkler den Auftrag, die Telegraphen-Union aus dem Hugenberg-Konzern herauszulösen und mit der WTB zusammenzuführen, womit Goebbels ein Monopol in der Nachrichtenverbreitung erreichen wollte. Über die Konkordia wickelte Winkler diese Fusion am 5. Dezember 1933 ab, so dass am 1. Januar 1934 die Deutsche Nachrichtenbüro GmbH (DNB) ihren Betrieb aufnehmen konnte.
Im Zuge der Zerschlagung des Hugenbergkonzerns wurden im Jahre 1934 die Gesellschaftsanteile der Ala GmbH auf die Cautio und Cura übertragen, die dann die Gesellschaftsanteile auf die Nationalsozialistische Anzeigen-Zentrale (NAZ) übereignete. Damit hatte Winkler auch der NSDAP ein Monopol im Vertrieb der Zeitungsanzeigen ermöglicht.

### Mosse Verlag
Schon im Herbst des Jahres 1932 musste das Verlagshaus Mosse, das von Hans Lachmann-Mosse geführt wurde, den Konkurs anmelden. Der Wirtschaftsprüfer Walter Haupt wurde als Insolvenzverwalter am 13. September 1932 eingesetzt und führte die einzelnen Teile des Verlages in Auffanggesellschaften weiter. Im Februar 1933 wandte sich Haupt an Winkler, um ihm die Teile des Mosse-Verlages zum Kauf anzubieten. Winkler aber sah keine Möglichkeiten, den Verlag wirtschaftlich fortzuführen. Im Herbst 1933 kam Haupt erneut auf Winkler zu. Gleichzeitig fragte Goebbels Winkler, ob es möglich sei, den Verlag Mosse zu übernehmen. Winkler lehnt auch diesen Vorschlag vorerst ab, um dann aber auf mehrfaches Drängen von Goebbels zuzustimmen. Für vier Millionen RM wurde der Verlag von der Cautio übernommen.
Zu diesem Zweck gründete Winkler im Jahre 1934 die Berliner Druck- und Zeitungsbetriebe AG, die daraufhin die gesamten Grundstücke, die Druckerei und die Verlagsrechte übernahm. Damit wurde auch das Berliner Tageblatt (BT) in den Besitz von Winklers Gesellschaft überführt. Winkler hatte sich bezüglich der Anzeigeneinnahmen bei Hitler rückversichert, da diese Einnahmen größtenteils aus jüdischen Todesanzeigen bestanden. Boveri berichtet, Hitler habe dazu angemerkt: „Tote Juden stören mich nicht“.

### Ullstein Verlag
Die Nationalsozialisten unternahmen schon kurz nach der Machtergreifung gezielte Schritte, um den Ullstein Verlag so zu schädigen, dass er wirtschaftlich nicht weiter existieren konnte. Dazu diente auch ein zeitweiliges Verbot der Zeitschrift Die Grüne Post. Als Winkler von Amann im Januar 1934 über die weiteren Schritte gegen Ullstein informiert wurde, unterbreitete Winkler den Vorschlag, den Verlag zu kaufen, statt ihn zu zerschlagen. Goebbels stimmte diesem Vorschlag zu. Franz Ullstein, der von Hermann Dietrich den Ratschlag erhalten hatte, mit Winkler Kontakt aufzunehmen, erhielt von Winkler die Zusage, in kurzer Frist einen Käufer für den Verlag zu finden. Als Grundlage der Beurteilung der Vermögenslage des Verlages besaß Winkler ein Gutachten von Max Wiessner.
Die weiteren Verhandlungen wurden ab dem 17. Mai 1934 von dem Bevollmächtigten Rechtsanwalt Ludwig Ruge und seinen Beratern Tinner und Fritz E. Kock fortgeführt. Vom Aufsichtsrat des Verlages nahmen Fritz Ross und Ferdinand Bausback an den Verhandlungen teil. Schon am 7. Juni 1934 konnte man sich auf ein Verhandlungsergebnis einigen, welches nicht als Vertrag unterschrieben wurde. Für die Aktien des Verlages wurden sechs Millionen RM geboten. Die nicht stimmberechtigten Aktien (Genußscheine) erzielten einen Verkaufspreis von vier Millionen RM, wobei diese in Schuldverschreibungen umgetauscht wurden. Die Pensionskasse der Angestellten des Verlages wurden vierhunderttausend RM gutgeschrieben.
Mit zwei Millionen RM bewertete man die Rechte des Verlages und seiner herausgegebenen Titel wie von Zeitschriften und Zeitungen. Eine Schuld des Verlages in Form einer Verbindlichkeit in Höhe von 1,5 Millionen RM wurde von der Verkaufssumme noch abgezogen. Der Familie Ullstein wurde schließlich von dem Kaufbetrag noch 25 Prozent der Reichsfluchtsteuer abgezogen. Die Aktien des Verlages wurden bei der Deutschen Bank für die Cautio übertragen.

### Huck-Konzern und Verleger Girardet
Amann hatte vor, die größten Teile der Anzeigerpresse für die NSDAP zu übernehmen. Mit dem Schriftleitergesetz und den folgenden drei Durchführungsverordnungen zum Reichskulturkammergesetz konnten Amann und Rienhardt Winkler beauftragen, schrittweise bei verschiedenen Konzernen deren Zeitungen aufzukaufen. Winkler gab Amann den Ratschlag, dafür von Hitler sich einen Reichskredit in Höhe von 30 Millionen RM geben zu lassen. Als Auffanggesellschaft diente Winkler die aus dem Hugenberg-Konzern herausgelöste Vera Verlagsanstalt GmbH.
Ab Ende 1935 begann Winkler mit den Vertretern des Huck-Konzerns zu verhandeln. Der Zeitungskonzern war von August Huck (1849–1911) aufgebaut worden und nach dessen Tod von seinem Sohn Wolfgang Huck geführt wurde. Dieser beauftragte den Rechtsanwalt und Sohn des Generals Colmar von der Goltz, Rüdiger von der Goltz, mit der Führung der Verhandlungen. Winkler schlug einen Vertrag vor, so dass die Familie Huck vorerst einen Teil der Zeitungen weiterführen konnte. Außerdem musste die Familie Huck ihre Anteile an drei Zeitungen in Stuttgart verkaufen. Die Breslauer Neueste Nachrichten, die Kasseler Neuesten Nachrichten, den Stettiner Generalanzeiger und die Neue Mannheimer Zeitung führte Winkler in den Besitz der Vera über. Im Jahre 1943 übernahm Amann bis auf die Hallischen Nachrichten alle anderen Huck-Zeitungen.
Die Verlagsunternehmen von Wilhelm Girardet und seiner Familie hatten ihren Sitz in Hamburg, Duisburg, Düsseldorf, Wuppertal und Essen. Auf Initiative von Amann leitete Winkler den Kauf der Essener Allgemeine Zeitung und dem Hamburger Anzeiger ein, wobei die Hamburger Zeitung ein großes Anzeigengeschäft unterhielt und eine hohe Auflage hatte.

### Einzelverlage
Von dem Verleger Hans Fuchs übernahm Winkler die Danziger Neuesten Nachrichten. Der Direktor des Stuttgarter Neue Tagblatt, Carl Esser, musste die Zeitung ebenfalls mit den Druckbetrieben an Winkler und seine Vera übereignen. Nachdem das Saargebiet nach 1935 an das Reich wieder angegliedert wurde, gingen die Saarbrücker Zeitung und die Saarbrücker Landeszeitung in den Besitz der Vera über. Mehrheitsbeteiligen an den Zeitungen der Verlage Richter in Würzburg (Würzburger Generalanzeiger), Schünemann in Bremen (Weserzeitung und Bremer Nachrichten), Faber in Magdeburg (Magdeburger General-Anzeiger und Magdeburgische Zeitung), Boldt in Rostock (Rostocker Anzeiger), Herfurth in Leipzig (Leipziger Neueste Nachrichten), Colemann in Lübeck (Lübecker Generalanzeiger) und Madsack in Hannover (Hannoverscher Anzeiger) erwarb Winkler ebenfalls, die von der Vera übernommen wurden.
In Frankfurt am Main kaufte Winkler den Generalanzeiger der Stadt Frankfurth a.M. auf, die als die wirtschaftlich stärkste deutsche Anzeigenzeitung galt. Es folgte die Badische Presse in Karlsruhe und die Freiburger Zeitung. In Hamburg musste der Verleger Kurt Broschek seinen Verlagsbesitz nach Verhandlungen mit Winkler einem Direktorium übergeben, so dass das Hamburger Fremdenblatt und die Broschek & Co., Buchdruckerei und Tiefdruckanstalt KG letztlich unter die Verfügungsgewalt von Amann kam. Durch die Übernahme des in München ansässigen Verlages Knorr & Hirth mit seinen großen Zeitungen, der Münchner Neuesten Nachrichten, der Süddeutschen Sonntagspost sowie der Münchner Illustrierten und der Satirezeitung Simplicissimus, gelang Winkler eine entscheidende Weichenstellung in der süddeutschen Presselandschaft.

### Wien und Filmwirtschaft
Nach dem Anschluss Österreichs an das Deutsche Reich organisierten Winkler und Rienhardt schon in den ersten Tagen kurz nach dem Einmarsch der Wehrmacht in Wien die Übernahme der Wiener Zeitungen. Somit kamen die Wiener Neuesten Nachrichten, Die Kleine Volkszeitung, Das Kleine Blatt und die Illustrierte Kronen-Zeitung, um nur die größten zu nennen, unter die Kontrolle der NSDAP.
Für die Filmwirtschaft hatte der damalige Staatssekretär Walther Funk eine Konzeption einer zentralen Organisation der gesamten deutschen Filmwirtschaft entworfen, über die er am 14. Dezember 1936 den Ministerialdirektor Alfred Olscher im Reichsfinanzministerium (RFM) informierte. Diese Konzeption hatte er seit Monaten mit Winkler in mehreren Besprechungen abgestimmt. Diese Zentralisierung sah eine Konzentration der technischen Mittel und Einrichtungen, einen vereinheitlichten Verleih, die finanzielle Kontrolle über die Einrichtungen der Aufführungen, die Konzentration der Verpflichtungen aller Darsteller bei ihren Aufträgen und eine Garantie eines bestimmten Umfangs der Produktion vor. Bei der Verwirklichung dieser Konzeption sollte ein bilanzierter Vorsteuergewinn von 12,75 Millionen RM erwartet werden.
Ab Juni 1937 nahm Winkler offiziell die Aufgaben eines Reichsbeauftragten für die deutsche Filmwirtschaft wahr. Die von Winkler und seiner Cautio vorgenommenen Aktionen im Bereich der deutschen Filmwirtschaft waren so komplex und undurchschaubar, so dass diese auch wegen der fehlenden Akten nie mehr ganz aufgehellt werden konnten. Auch von den beteiligten Ministerien wurde der Presse nur wenige Informationen übergeben.

#### Tobis-Konzern
Die Tobis Tonbild-Syndikat AG gehörte zu den größten Konzernen der deutschen Filmwirtschaft mit ausländischen Beteiligungen. Neben den Geschäften mit Lizenzen betrieb die Gesellschaft auch über Tochtergesellschaften die Produktion von Filmen. Die bedeutende Rolle der Tobis bestand darin, dass sie sich über die Muttergesellschaft der Internationalen Tobis-Maatschappij N.V. (Intertobis) mit Sitz in Antwerpen im Kapitalbesitz von drei Banken der Niederlande befand. Winkler kaufte nun stückweise über seine holländische Bank HBB die Intertobis auf, so dass er bis 1939 fast die gesamte Intertobis übernommen hatte. Damit war aber über die Cautio Winkler in den treuhändischen Besitz nicht nur der Intertobis gelangt, sondern auch über die deutsche Tobis. Eine begleitende Neuorganisation führte am 29. November 1937 zur Gründung der Tobis-Filmkunst GmbH, so dass sich damit nicht nur die Verluste der bestehenden Tobis AG vermieden wurden, sondern auch Gewinne erwirtschaftet werden konnten. Becker gibt an, dass sich vor Steuern im Geschäftsjahr 1942/1943 ein Gewinn von etwa 25 Millionen RM ergab.

#### UFA-Konzern
Im Zuge der Übernahme von Tobis gab es Diskussionen, den Filmkonzern der UFA AG mit der Tobis zusammenzulegen. Winkler wandte sich in einem Schreiben vom 15. Februar 1938 an das RMVP strikt gegen solche Absichten und bezeichnete es als eine bürokratische Tretmühle einer Mammutorganisation. Winkler beschrieb allerdings, wie er in dieser Frage vorgehen wollte. Nach intensiven Verhandlungen Anfang 1937 zwischen Winkler und dem Generaldirektor der UFA, Ludwig Klitzsch, und dem Scherl-Verlag über den Verkauf der UFA AG wurde der Kaufvertrag am 18. März 1937 abgeschlossen, und Winkler konnte über die Cautio zu einem Preis von 21'250'000 RM die UFA AG übernehmen. Da es noch freie Aktionäre gab, zog sich der gesamte Aufkauf noch bis 1939 hin. Das RFM wandte für den vollständigen Aktienaufkauf der UFA AG insgesamt 37 Millionen RM auf. Eine Besonderheit des Kaufvertrages sah vor, dass Winkler die volle Verfügungsgewalt bei Personalfragen für die UFA AG erhielt.

#### Terra-Konzern
Schon in der Mitte der dreißiger Jahre konnte der Betrieb des Konzerns Terra Film AG nicht mehr wirtschaftlich aufrechterhalten werden und musste Subventionen erhalten. Winkler wollte auf jeden Fall einen Konkurs dieser AG vermeiden und kaufte über die Cautio für 4 Millionen RM die Terra-Filmverleih GmbH samt ihren Rechten an den Filmbeständen. Diese legte er mit der aus dem Tobis-Konzern abgetrennten Tobis-Rota Filmverleih GmbH zusammen und gründete am 26. Juni 1937 die Terra-Filmkunst GmbH. Schon im folgenden Geschäftsjahr 1938/1939 konnte der erste Gewinn erzielt werden, der bis 1941/1942 auf 14,4 Millionen RM anwuchs.

#### Bavaria-Konzern
Im Frühjahr 1937 musste die Bavaria Film AG die Zahlungsunfähigkeit feststellen. Winkler ließ die Anlagen des Konzerns überprüfen und kam zu dem Schluss, dass eine Fortführung des Betriebs wegen der heruntergewirtschafteten Anlagen und der Technik aus wirtschaftlichen Gründen nicht mehr möglich wäre. Deshalb lehnte er es ab, einen Konkurs durch finanzielle Unterstützung zu vermeiden. Winkler sah nur die Möglichkeit, einen Betrieb in München als eine Einrichtung der Tobis AG zu führen. Dabei stieß er aber auf den Widerstand von Gauleiter Adolf Wagner, der auf einem eigenständigen Filmbetrieb in München bestand.
Nach der Intervention Hitlers lenkte Winkler nach einjährigen Verhandlungen ein und erklärte sich mit der Gründung der Bavaria Filmkunst GmbH einverstanden. Während der Verhandlungen hatte sich Winkler die Namensrechte gesichert. Als Gesellschafter der neuen Bavaria traten die Cautio und die Allgemeine Filmtreuhand GmbH auf, die zur Reichsfilmkammer gehörte. Schon bald erwies es sich, dass die neue Bavaria wegen der geringen Filmproduktionen finanziell nicht bestehen konnte. Winkler wandte sich in dieser Situation gegen jede Finanzierung einzelner Filme aus Mitteln des Reichshaushalts. Ein Konsortium von Banken stellte die Mittel zur Verfügung, um das Eigenkapital zu erhöhen und Kredite für Baumaßnahmen bereitzustellen.
Winkler hatte inzwischen auch die Anlagen der alten Bavaria aufgekauft und die Beschäftigten des Konzerns wurden übernommen. Es wurden zahlreiche Vorhaben zur Sanierung der alten Anlagen eingeleitet, die aber bis zum Kriegsende nicht alle verwirklicht wurden. Diese neuen Mittel stellte das RFM zur Verfügung. Es dauerte mehrere Jahre, bis die Bavaria wieder wirtschaftlich arbeiten konnte und im Geschäftsjahr 1941/1942 einen Gewinn von 8,7 Millionen RM realisieren konnte.

#### Wien-Film
Mit dem Anschluss Österreichs im Jahre 1938 wurden die deutschen Rechtsvorschriften der Filmwirtschaft auch auf Österreich übertragen. Winkler konnte so schon am 8. Juni 1938 in einem Bericht feststellen, dass der jüdische Einfluss bei der Tobis Sascha Filmindustrie AG beseitigt worden sei. Die Cautio hatte mit dem Kauf der Tobis seit 1937 ungefähr die Hälfte der Gesellschaftsanteile erworben. Der Rest des Kapitals, der sich in den Händen von Oskar Pilzer befand, wurde auf die Österreichische Kreditanstalt als Treuhänderin übertragen. Erst im November 1938 konnte die Cautio alle Gesellschaftsanteile übernehmen, wobei Winkler als Treuhänder den Wiener August Schenk einsetzte. Schon einen Monat später wandelte Winkler die AG in eine Wien Film GmbH um. Die neue Gesellschaft konnte nun Filme produzieren, die auch im DR ohne Beschränkungen vertrieben werden konnten. Der Vertrieb selber wurde aber im DR organisiert. Die veraltete und zu kleine Produktion musste aber modernisiert und erweitert werden, damit eine wirtschaftliche Produktion bis zu 25 Filmen im Jahr möglich wurde. Schon Ende 1940 konnte die Bilanz einen Überschuss verbuchen, der im Geschäftsjahr 1942/1943 auf 9,5 Millionen RM anwuchs.

#### Prag-Film
Nach der Besetzung der Tschechoslowakei entwickelte Winkler den Plan, die Produktionskapazitäten in Prag für die Herstellung deutscher Filme zu nutzen, da im DR die Produktionsanlagen noch nicht ausgebaut waren. Zu diesem Zweck wollte Winkler die AB AktienFilmfabriken AG aufkaufen, doch die Verhandlungen scheiterten an den zu hohen Forderungen der tschechischen Verhandlungsführers. Daraufhin wurde der AG die Leitung durch die NS-Behörden entzogen und der nun einsetzende Druck seitens der NS-Führung führten zu einem Verkauf in Höhe von 1 377 000 RM. Mittels weiterer Kapitalerhöhungen gelangte die Cautio im Jahre 1942 in den Besitz von 96 Prozent der Anteile der AB. Schon am 19. November 1941 bewirkte Winkler eine Umwandlung der AG in die Prag-Film AG. Mit den inzwischen eingesetzten Zwangsmaßnahmen und Beschränkungen blieb die Prag-Film die einzige Produktionsgesellschaft im Protektorat Böhmen und Mähren, die ungehindert Filme herstellen konnte. Die Kontrolle der Filmwirtschaft in dem Gebiet des Protektorats war damit faktisch in die Hände von Winkler übergegangen.

### UFA-Film GmbH (UFI)
Im Jahre 1939 legte Winkler eine Konzeption einer Dachgesellschaft für die ganze Filmwirtschaft vor. Kernpunkte dieser Konzeption waren der rationelle Einsatz des Personals, der Produktionsstätten und die Bildung einer gemeinsamen Forschung. Daneben sollte der Vertrieb mit dem Export und die Vermarktung zentral geregelt werden. Auch die Bilanzierung und die Verteilung der Gewinne sollten auf der Basis der Verhältnisse des Gesellschaftskapitals der Teilgesellschaften erfolgen. Während das RMVP unter Berücksichtigung kleiner Änderungen zustimmte, gab es ablehnende Ansichten bei den Filmgesellschaften. Es wurde der überragende Einfluss der UFA befürchtet. Den entscheidenden Widerspruch gab es jedoch im RFM durch den Ministerialrat Hermann Burmeister. Dieser griff vor allem die steuerlichen Regelungen in der Konzeption als nicht realistisch an. Becker beurteilt die Haltung Burmeisters dahingehend, dass Burmeister befürchtete, dass Winkler in seiner Position als Generaldirektor dieser Dachgesellschaft das RFM bei den Finanzabrechnungen hätte ausschalten können.
An einer Konferenz am 4. Juli 1939 nahmen neben Winkler sein Fachmann für die Filmwirtschaft, Friedrich Merten, seitens des RMVP Karl Ott und Otto Getzlaff und vom RFM Burmeister und Joachim von Manteuffel teil. Manteuffel brachte dabei vor, dass das RFM forderte, die UFA müsste bei dieser Konzeption die Filmproduktion in eine selbständige Gesellschaft einbringen. Dieser Bedingung wollte Winkler aber nicht zustimmen, so dass diese Verhandlungen scheiterten. Winkler verfolgte zielstrebig weiter sein Vorhaben und äußerte 1940 die Absicht, dass die Finanzierung der Filmproduktion aus dem Reichshaushalt herausgelöst werden sollte, um die Finanzierung von vielen Einzelposten bei der Filmproduktion nicht mehr den bürokratischen Regelungen des RFM zu unterwerfen. Auch damit stieß er auf heftigen Widerspruch im RFM, da das RFM für die Kapitalanteile von Filmgesellschaften in den Händen des Reiches die Aufsicht aus gesetzlichen Gründen beanspruchte. Diesen Einspruch konnte Winkler jedoch entkräften. Goebbels bestimmte, dass die Gesellschaftsanteile der Dachgesellschaft auf die Cautio übertragen werden sollten. Allerdings durfte Winkler dabei nicht die Position eines Generaldirektors der Dachgesellschaft aus juristischen Gründen einnehmen. Trotzdem kontrollierte Winkler die Filmwirtschaft gleich doppelt. Einmal als alleiniger Gesellschafter der Cautio über die Gesellschafterversammlung und als Reichsbeauftragter.
In zwei weiteren Schritten beseitigte Winkler die letzten Hindernisse für die Bildung einer Dachgesellschaft. Mit der Gründung der Berlin-Film GmbH am 2. September 1941 wurden die letzten privaten kleinen Gesellschaften von der Cautio übernommen. Im Zuge der Gründung der Deutschen Filmtheater GmbH am 14. November 1941 wurden über Pachtverträge die Vorführhäuser der UFA in eine neue Gesellschaftsform überführt. Den neuen Namen der Dachgesellschaft bestimmte Hitler: UFA-Film GmbH. Als sogenannten Filmgeneralintendanten schlug Winkler Fritz Hippler vor. Die beiden anderen bestimmenden Posten in der Geschäftsführung sollte sein Stellvertreter Rechtsanwalt Bruno Pfennig und Merten von der Cautio einnehmen. Die Gesellschaft wurde am 10. Januar 1942 gegründet.

### Organisation von Filmvertrieb und Filmproduktion
Auch bezüglich des Filmverleihs hatte Winkler noch Vorstellungen, den unwirtschaftlichen Konkurrenzkampf auf diesem Sektor zu beseitigen. Dabei sollte nicht nur eine zentrale Einrichtung gebildet werden. Auch die Kosten des Verleihs sollten auf einen Mindestsatz reduziert werden. Winkler musste allerdings schnell vorgehen, da Baldur von Schirach für Österreich einen
eigenen Filmverleih plante. So wurde am 2. Januar 1942 die Deutsche Filmvertriebs GmbH (DFV) gegründet, die den Filmverleih für vier Bezirksdirektionen mit 20 Zweigstellen organisierte. Die Spesen sanken mit dieser Zentralisierung von 26 auf fünf Prozent.
Als weitere Aufgabe wollte Winkler die Filmproduktion des UFA-Konzerns in einer eigenständigen Gesellschaft konzentrieren. Zu diesem Zweck wurde die Filmproduktion samt den technischen Filmvorbereitungen wie die Arbeit an den Drehbüchern, die Abläufe der Filmhandlungen, die Personalzusammensetzung, die juristischen Fragen der Filmrechte auf diese neue Gesellschaft übertragen. Innerhalb einer Woche nach der Gründung der UFA-Dachgesellschaft wurde die UFA-Filmkunst GmbH am 17. Januar 1942 mit diesen Aufgaben betraut.

## Haupttreuhandstelle Ost
Rienhardt hatte seit 1934 immer wieder den Rat von Winkler eingeholt, so dass er im Laufe der Jahre Winklers Methoden in gleicher Weise anwenden konnte. Im Jahre 1939 übernahm Rienhardt von Winkler die Anteile an der Vera Verlagsanstalt und übertrug sie auf den Franz-Eher-Verlag. Danach wurden Schritt für Schritt die Vermögensanteile von der Vera auf die Herold Verlagsanstalt GmbH übereignet.
Um den 12. Oktober 1939 hatte Winkler eine Besprechung mit Hermann Göring, wobei er den Auftrag erhielt, für das eroberte Vermögen in Polen eine Treuhandgesellschaft zu leiten. Am 19. Oktober erhielt Winkler mit seiner Ernennung zum Leiter den Erlass für die Gründung der Haupttreuhandstelle Ost (HTO), der am 31. Oktober/1. November 1939 veröffentlicht wurde. Mit Heinrich Müller vom Reichsrechnungshof hatte Winkler kurz danach den personellen Bedarf der HTO besprochen.

### Koordinationsprobleme
Winkler als Leiter der HTO stand vor der Aufgabe, sich mit anderen Einrichtungen des DR auf die Kompetenzen über den Zugriff auf polnisches Eigentum zu einigen. Grundlage dieser Absichten legte am 5./6. Februar der Leiter der Industrieabteilung der HTO, Jacob Herle, der eine Konzeption einer Zusammenarbeit mit den Organisationen der gewerblichen Wirtschaft auf einer Arbeitstagung vortrug. Winkler traf sich danach mit Wilhelm Zangen, dem Leiter der Reichsgruppe Industrie, um eine Zusammenarbeit zu vereinbaren. Dabei sah die Einigung vor, dass Fachleute aus den Industriegruppen, den Fachgruppen der HTO und Beauftragte der Geschäftsführung von Firmen zur Verfügung stehen würden, um anstehende Aufgabenstellungen gemeinsam abzusprechen.
Da der Zugriff von Firmen und Einzelpersonen auf polnische Betriebe durch verschiedene Motive sich rasch entwickelte, griff Winkler auch hier auf die Methode zurück, für einzelne Aufgabenfelder eine besondere Firma aufzustellen. Am 20. Februar 1940 wurde die Handelsaufbau Ost GmbH (HAO) als Tochterfirma der HTO gegründet, wobei Winkler und Otto Ohlendorf zu gleichen Anteilen als Gesellschafter eingesetzt waren. Hiermit war es Winkler gelungen, die Aktivitäten der Aneignung und/oder Stilllegung polnischer Betriebe vonseiten lokaler Wirtschaftseinrichtungen der Genehmigung der HAO zu unterwerfen.
Ein weiteres Problem für Winkler bestand darin, dass in den Gebieten des Generalgouvernements der Zugriff auf Grundstücke nicht geregelt war und auch weitreichende städtebauliche Planungen in den Städten aufgenommen wurden. Zu diesem Zweck gründete er am 27. Mai die Grundstücksgesellschaft der HTO mbH (GHTO) die als Tochterfirma der HTO von ihm und Willy Imhof als Gesellschafter geführt wurde. Damit hatte per Verfügung der HTO Winkler den Zugriff der Verwaltung auf allen bebauten und unbebauten Grund- und Wohnbesitz geregelt. Die näheren Bestimmungen der Handhabung übergab Winkler einem Verwaltungsrat der GHTO.
Für die deutschen Umsiedler aus den baltischen Staaten vereinbarte die HTO mit der Umsiedlungs-Treuhand GmbH (DUT) den Kaufpreis für in Polen befindliche Betriebe oder Wohnbesitz. Mit einem Schreiben vom 19. März 1940 wies Winkler alle regionalen Treuhandstellen der HTO an, mit der DUT in jeder Beziehung auf das engste zusammenzuarbeiten. Winkler sicherte den Siedlern zu, in Fragen der Preisgestaltung der zu beziehenden Grundstücke und Betriebe beim Reichskommissar für die Preisbildung Regelungen abzusprechen, damit die Siedler die Kaufobjekte möglichst billig erwerben konnten.

### Feindvermögen
In Polen gab es in der Textil- und Bergbauindustrie zahlreiche Betriebe, an denen ausländische Kapitaleigner Anteile besaßen. Hier musste sich Winkler mit dem Reichskommissar für die Behandlung feindlichen Vermögens, dem Ministerialdirektor Friedrich Ernst, auf eine gemeinsame Verwaltung einigen. Am 7. Februar 1940 konnten sich bei einer Zusammenkunft bei der HTO Winkler, sein Stellvertreter und Rechtsberater Bruno Pfennig und Ernst auf eine Regelung einigen. Nur wenn der ausländische Kapitalanteil weniger als die Hälfte des Kapitals des jeweiligen Betriebes betrug, dann verwaltete die HTO mit der Einrichtung des Reichskommissars den Betrieb gemeinsam. In allen anderen Fällen war allein der Reichskommissar zuständig.

#### Widerstände gegen die HTO
Am 28. Februar 1940 erhob der Staatssekretär Paul Körner einen Einspruch gegen die Zuständigkeit der HTO über bestimmte Betriebe des Kohlenbergbaus in Polen. Körner wollte erreichen, dass Winkler wieder zugunsten des Reichskommissars Ernst die Verwaltung über diese Betriebe abgab, damit die Reichswerke Hermann Göring direkt auf diese Betriebe zugreifen konnten. Eine Einigung zwischen Ernst und dem Staatssekretär am 3. April 1940 sah vor, dass Ernst bei diesen besonderen Betrieben in Abstimmung mit dem Auswärtigen Amt auf eine eigenständige Verwaltung verzichtete.
Der Ministerialdirigent Erich Neumann vom Reichswirtschaftsministerium verwandte sich in einem Schreiben vom 11. März 1940 dafür, dass auch Eigentümer polnischer Betriebe, die sich im feindlichen Ausland aufhielten, ebenso wie die Ausländer bezüglich des Feindvermögens behandelt werden sollten. Anschließende Beratungen führten dazu, dass sich Winkler über seinen Stellvertreter Pfennig bezüglich des Zugriffs auf Vermögen von im Ausland lebenden Polen durchsetzen konnte. In der sogenannten Verordnung über die Behandlung von Vermögen der Angehörigen des ehemaligen polnischen Staates (Polenvermögensverordnung-PolVermVO) vom 17. September 1940 (RGBl. I, S. 1270) wurde festgelegt, dass solche Auslandsvermögen wie alle anderen Feindvermögen behandelt werden.

### Veruntreuung und Enteignung
Während im Jahre 1940 die HTO noch mit dem Aufbau ihrer Organisation und der ersten Kartierung der Grundstücke, Immobilien und Betriebe beschäftigt war, musste Winkler bei den beweglichen Gütern in großem Ausmaße eine Veruntreuung und illegale Aneignung polnischer Güter feststellen. In einem Schreiben an Göring vom 5. Februar 1941 klagte Winkler an:
Bis Anfang 1940 sind in 10-tausenden von Fällen von allen möglichen unzuständigen und unberufenen Dienststellen und der Partei Maßnahmen gegen Polen ergriffen worden, über die keinerlei aktenmäßiger Niederschlag vorhanden ist.
In einem sehr großen Teil dieser Fälle sind die Vermögenswerte veruntreut, in anderen Fällen sind die Vermögenswerte irgendwo bei Landräten, Bürgermeistern, Polizeidienststellen, militärischen Dienststellen niedergelegt, ohne dass die Herkunft dieser Werte erkennbar waren. Auch Mobiliar, Bekleidungsstücke und sonstige Gegenstände des täglichen Bedarfs sind in allergrößtem Umfange damals verschwunden.
Ebenso kritisierte Winkler scharf den schlechten Ruf der HTO. Die HTO als Treuhandstelle sei in Misskredit gekommen. Der Begriff des „Treuhänders“ sollte besser durch den Titel kommissarischer Verwalter ersetzt werden. Hintergrund dieser Kritik war ein Versagen und die Korruption von vielen eingesetzten Treuhändern der HTO, was Otto Bräutigam in seinen Lebenserinnerungen beschrieb. Bräutigam berichtete, dass die HTO zeitweise nur noch als Hermanns traurigste Organisation genannt wurde.
Winkler hatte damit mehr oder weniger Göring mitgeteilt, dass deutsche Dienststellen der Zivilverwaltung und der Wehrmacht in großem Umfang in Polen schon in den ersten Monaten der Besatzung Plünderungen an polnischem Eigentum begangen hatten.
Für den Zeitraum April/Mai 1940, so Winkler in einer Aussage am 2. Februar 1948, sei der Generaldirektor der Reichswerke Hermann Göring, Paul Pleiger, vorstellig geworden und hätte die Übereignung von mindestens 17 Kohlegruben in Polen gefordert. Der Vertrag mit der HTO wurde am 17. Januar 1941 unterzeichnet, und der Kaufpreis wurde mit 44,3 Millionen RM angegeben. Es konnte nicht nachgewiesen werden, dass dieser Betrag an die HTO überwiesen wurde. Röhr erwähnt diesbezüglich eine Inspektionsreise einer Gruppe deutscher Industrieller vom 1. bis 3. Juli 1940, der u. a. Wilhelm Zangen von der Reichsgruppe Industrie, Wilhelm Bötzkes von der Deutschen Industriebank und Jacob Wilhelm Reichert von der Wirtschaftsgruppe Eisenschaffende Industrie sowie ein Oberstleutnant Hüther von der Rüstungsinspektion Kattowitz angehörte.
Der mitreisende Begleiter vom Reichswirtschaftsministerium bemerkte in einer Notiz zu dem Bericht über diese Inspektion, dass es bei der Inspektion Äußerungen gab, dass durch die Herauslösung der Kohlegruben es zu einer Gefährdung der zugehörigen Walz- und Hüttenwerke in Oberschlesien kommen könnte. Diese Art der Aneignung war aber von Göring so beabsichtigt, damit nicht andere Konzerne seinen Absichten zuvorkommen konnten.

### Gutachten von Ludwig Erhard
Der Bankkaufmann Friedrich Merten, der für Winkler schon in der Cautio gearbeitet hatte und dann 1939 zur HTO wechselte, teilte Winkler am 21. Oktober 1941 mit, dass das Institut für Wirtschaftsbeobachtung der deutschen Fertigware in Nürnberg den Auftrag übernommen hatte, ein Gutachten über die Möglichkeiten der Entwicklung des neuen deutschen Ostraumes zu erstellen. Der Mitarbeiter des Instituts, Ludwig Erhard, lieferte im Juli 1941 einen Vorbericht an die HTO ab, wie er am 15. September 1941 dem Geschäftsführer August Heinrichsbauer von der Südosteuropagesellschaft mitteilte.
Winkler äußerte sich gegenüber Erhard sehr anerkennend über dessen Vorschläge für den Aufbau der ostdeutschen Wirtschaft und verteilte eine Kurzfassung des Berichts an die beteiligten Ministerien und an Persönlichkeiten und Dienststellen des Staates und der Partei. Nur diese Kurzfassung ist erhalten geblieben und von Gerlach 1997 veröffentlicht worden. Das eigentliche Gutachten von Erhard ist bis heute nicht mehr auffindbar.

### Sowjetunion
Schon am 4. April 1941 erhielt Winkler von Göring den Auftrag, eine Konzeption für die Treuhandverwaltung der zukünftig eroberten sowjetischen Vermögenswerte zu entwerfen. Winkler entwarf eine Verordnung, die er am 9. August 1941 einreichte. Darin schlug er die Position eines Generalbevollmächtigten für Treuhandverwaltungen vor, der allen Treuhandeinrichtungen der eroberten Vermögenswerte vorstehen sollte. Dieser
Entwurf stieß aber im Ostministerium von Alfred Rosenberg auf heftigen Widerstand. Winkler konnte sich letztlich nach harten Auseinandersetzungen nicht durchsetzen. Am 16. April 1942 sandte Winkler ein Schreiben an Göring, in dem er um die Entlassung aus dem Auftrag bat, den Göring ihm aufgegeben hatte.
Göring einigte sich mit dem Ostministerium schließlich darauf, dass der Vertreter von Winkler, Bruno Pfennig, im Sommer 1942 zum Generalreferent für das Treuhandwesen im Ostministerium beim Stellvertreter Rosenbergs ernannt wurde. Im Oktober 1943 teilte Heinrich Himmler Winkler in einem Gespräch seine Absicht mit, die HTO aufzulösen und in sein Reichskommissariat einzugliedern. Auf einer Tagung am 23. November teilte Winkler mit, dass ab dem 1. Januar 1944 die HTO in das Reichskommissariat von Himmler eingegliedert würde. Durch geschicktes Taktieren gelang es Winkler, eine tatsächliche Auflösung der HTO bis zum Kriegsende hinauszuzögern.

### Filmwirtschaft in den eroberten Ostgebieten
Winkler behielt auch neben seiner Zuständigkeit für die HTO den Aufgabenbereich für die Filmwirtschaft in den eroberten Ostgebieten bei. Zuerst wurden alle Filmtheater dem Treuhänder der HTO im Generalgouvernement (GG) unterstellt. Danach erhielt Winkler ab Januar 1942 das Monopol im GG über die Film- und Propagandamittel-Vertriebsgesellschaft mbH mit Sitz in Krakau. Um die Aktivitäten der Filmwirtschaft in den Ostgebieten zu kontrollieren, gründete Winkler am 10. November 1941 in Berlin die Zentralfilmgesellschaft Ost mbh. Im Bereich des Reichskommissariats Ostland waren die am 28. November 1941 in Riga gebildete Ostland Filmgesellschaft mbH und für die Ukraine die am 10. Dezember 1941 gegründete Ukraine-Filmgesellschaft mbH, beides Tochtergesellschaften der Zentralfilmgesellschaft, für diese Zwecke zuständig.
Als Goebbels im März 1944 den SS-Gruppenführer Hans Hinkel zum Reichsfilmintendanten ernannte, folgten sehr schnell Auseinandersetzungen mit Winkler über die Kompetenzen in der Filmwirtschaft. Erst am 2. Oktober 1944 kam es zu einer Einigung über einen Organisationsplan Filmwirtschaft, der die Kernkompetenzen Winklers nicht antastete.

## Nachkriegszeit
Nach der Kapitulation des NS-Regimes wurde Winkler verhaftet und verbrachte mehrere Jahre in Internierungslagern und Gefängnissen. Als Zeuge sagte er im Nürnberger Prozess gegen die Hauptkriegsverbrecher und im Wilhelmstraßen-Prozess aus. Am 11. August 1949 wurde er im Entnazifizierungsverfahren von der Spruchkammer in Lüneburg als Nichtbelasteter eingestuft. Bei der Entflechtung der UFA wirkte er für die Bundesregierung in Beratungen des Bundestages mit. In der zweiten Hälfte der fünfziger Jahre war er in Düsseldorf tätig, wo er Finanzgeschäfte für die Industrie abwickelte. Der Journalist Eugen Mündler berichtete in einer Niederschrift vom 17. Juli 1963, dass Winkler in den letzten Jahren seines Lebens für den Unternehmer Essen in Hamburg gearbeitet hat.

## Auszeichnungen
- 1943 Goethe-Medaille für Kunst und Wissenschaft